# (3784) Chopin
(3784) Chopin – planetoida z głównego pasa planetoid, okrążająca Słońce w ciągu 5,54 lat, w średniej odległości 3,13 au. Odkrył ją Eric Elst 31 października 1986 roku w Obserwatorium Haute-Provence.
Planetoida została nazwana na cześć Fryderyka Chopina.